# 5K

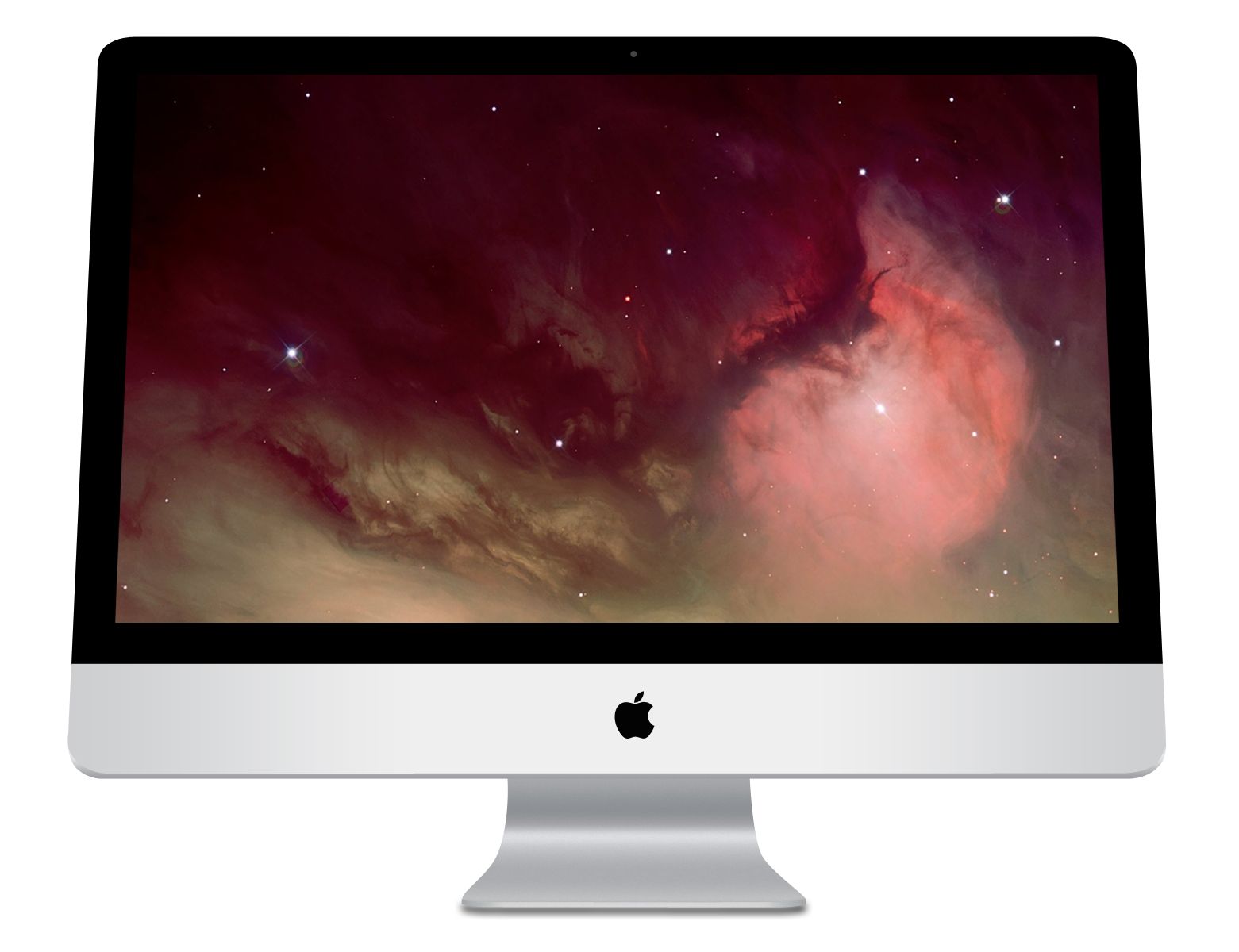
27" Retina 5K iMac (2014).

La définition 5K fait référence aux formats d'affichage avec une définition horizontale d'environ 5 000 pixels. La définition 5K la plus courante est 5120 × 2880, qui a un rapport hauteur/largeur de 16∶9 avec environ 14,7 millions de pixels (un peu plus de sept fois plus de pixels que 1080p Full HD), avec quatre fois la résolution linéaire de 720p. Cette résolution est généralement utilisée dans les écrans d'ordinateur pour obtenir une densité de pixels plus élevée et n'est pas un format standard dans la télévision numérique et la cinématographie numérique, qui présentent des définitions 4K et 8K.
Par rapport au 4K UHD (3840 × 2160), la définition 16∶9 de 5120 × 2880 offre 1280 colonnes supplémentaires et 720 lignes de zone d'affichage supplémentaires, soit une augmentation de 33,33 % dans chaque dimension. Cette zone d'affichage supplémentaire peut permettre d'afficher du contenu 4K à une résolution native sans remplir tout l'écran.
À partir de 2016, le monde utilise 1080p comme standard HD grand public. Cependant, il y a une augmentation rapide du contenu multimédia publié en définition 4K et même 5K. Les services de streaming en ligne tels que Netflix et Amazon Video ont lancé des vidéos en définition 4K en 2014.

## Historique

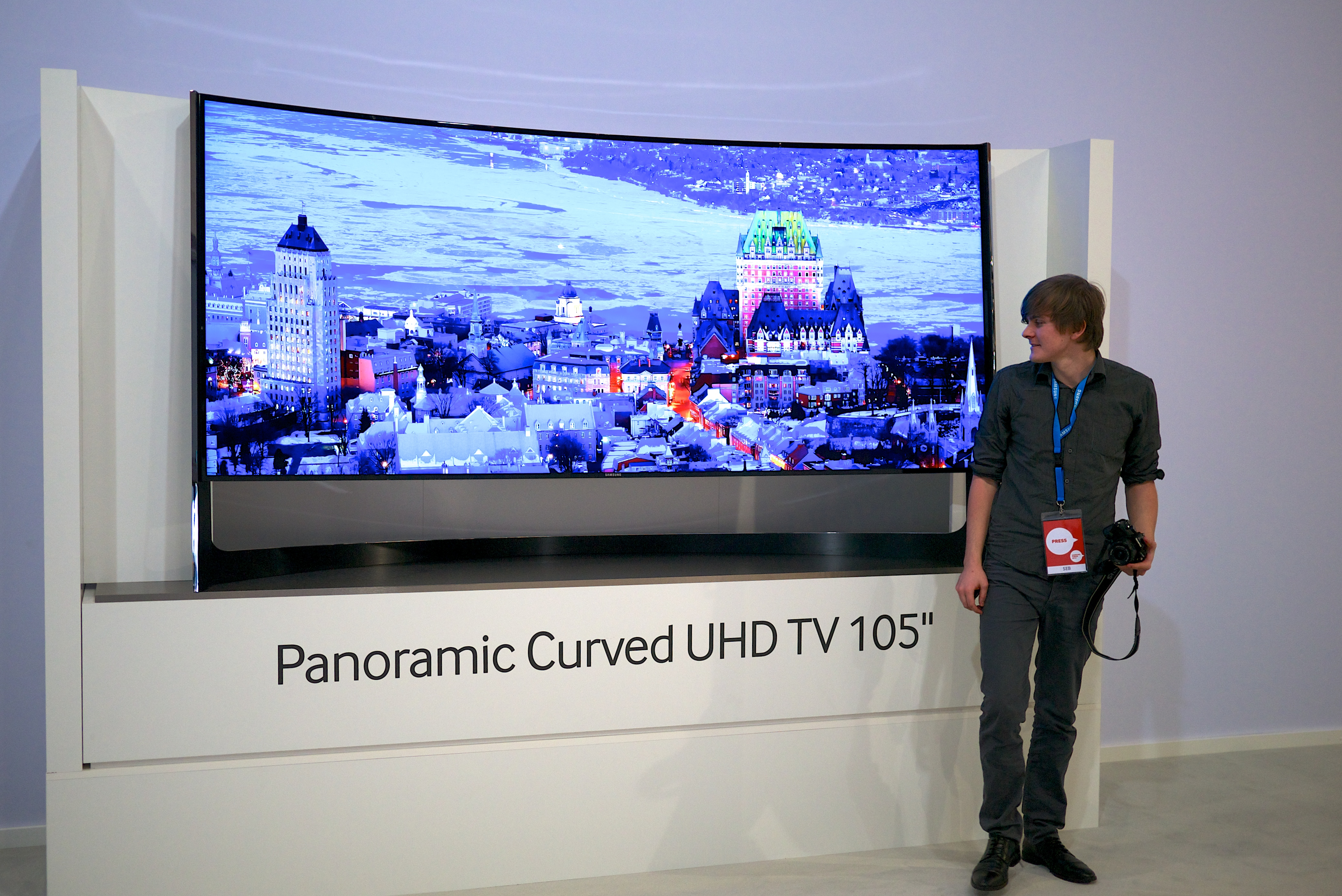
Le téléviseur Samsung UN105S9W, première TV 5K, présenté au CES 2014.

### Première caméra 5K
Le 14 avril 2008, Red Digital Cinema Camera Company a lancé l'une des premières caméras capables de capter des vidéos à des définitions de 5K. Red Epic utilise le capteur Mysterium X qui a une définition de 5120 × 2700 et peut capter à une fréquence d'images allant jusqu'à 100 images par seconde. Les caméras avec une définition de 5K sont utilisées occasionnellement pour enregistrer des films en cinématographie numérique.

### Première TV 5K
Samsung a présenté pour la première fois son téléviseur OLED incurvé UN105S9W de 105 pouces au CES 2014. Alors que Samsung répertorie le UN105S9W comme un téléviseur 4K UHD, il a en fait une définition native de 5120 × 2160 (un format 64∶27 ou ≈21∶9) qui le classe comme un écran 5K en raison du nombre de pixels horizontaux de 5 000.

### Premier moniteur 5K
Le 5 septembre 2014, Dell a dévoilé le premier moniteur avec une définition de 5K, l'UltraSharp UP2715K. Ce moniteur comportait un écran de 27 pouces 5120 × 2880.